# Боа-Эсперанса (Эспириту-Санту)
Боа-Эсперанса (порт. Boa Esperança) — муниципалитет в Бразилии, входит в штат Эспириту-Санту. Составная часть мезорегиона Северо-запад штата Эспириту-Санту. Входит в экономико-статистический микрорегион Нова-Венесия. Население составляло 14 253 человека на 2006 год. Занимает площадь 428,626 км². Плотность населения — 33,3 чел./км².

## История
Город основан 3 мая 1964 года.

## Статистика
- Валовой внутренний продукт на 2003 год составлял 48.755.864,00 реалов (данные: Бразильский институт географии и статистики).
- Валовой внутренний продукт на душу населения на 2003 год составлял 3.485,05 реалов (данные: Бразильский институт географии и статистики).
- Индекс развития человеческого потенциала на 2000 год составлял 0,694 (данные: Программа развития ООН).